# Ткаченко Іван
Іва́н Ткаче́нко (* 1892 — † ?) — український літературознавець.

## Біографічні відомості
У 1920-их роках викладач історії української літератури в Інституті народної освіти і науковий співробітник Інституту літератури імені Шевченка в Харкові.
Дослідник творчості Панаса Мирного, упорядник й автор вступної статті до його «Творів» (1928).
У 1930-их роках заарештований, дальша доля невідома.